# Pseudolimnophila (Pseudolimnophila) telephallus
Pseudolimnophila (Pseudolimnophila) telephallus is een tweevleugelige uit de familie steltmuggen (Limoniidae). De soort komt voor in het Palearctisch gebied.